# Mołdawia (kraina historyczna)
Mołdawia (hist. także Multany) – kraina historyczna w środkowo-wschodniej Europie, obecnie podzielona pomiędzy Rumunię, Mołdawię oraz Ukrainę.

## Geografia
Mołdawia obejmuje tereny Wyżyny Mołdawskiej, pomiędzy Karpatami Wschodnimi, Dniestrem i deltą Dunaju. W ramach historycznej Mołdawii często wyróżniane są inne krainy historyczne:
- położona na jej północy Bukowina,
- obejmująca wschodnią część historycznej Mołdawii (między Prutem a Dniestrem) Besarabia,
- położony pomiędzy Besarabią a wybrzeżem Morza Czarnego Budziak.

Mołdawia jest obecnie podzielona granicami politycznymi: większa część terenów pomiędzy Karpatami i Prutem stanowi część Rumunii, a większość terytorium pomiędzy Prutem i Dniestrem (Besarabia) zajmuje Republika Mołdawii. Ponadto fragmenty historycznej Mołdawii na jej północy (Bukowina północna) i południu (dawny Budziak) należą do Ukrainy.
Łączna populacja regionu przekracza 8 milionów mieszkańców (po 4 miliony w Rumunii i w Republice Mołdawii, kilkaset tysięcy na Ukrainie).

### Miasta
Miasta Mołdawii o populacji powyżej 60 tys. mieszkańców:
|     | miasto       | państwo  | jednostka administracyjna | region historyczny |
| --- | ------------ | -------- | ------------------------- | ------------------ |
| 1.  | Kiszyniów    | Mołdawia | Miasto wydzielone         | Besarabia          |
| 2.  | Jassy        | Rumunia  | Okręg Jassy               | Mołdawia zachodnia |
| 3.  | Czerniowce   | Ukraina  | Obwód czerniowiecki       | Bukowina           |
| 4.  | Gałacz       | Rumunia  | Okręg Gałacz              | Mołdawia Zachodnia |
| 5.  | Bielce       | Mołdawia | Miasto wydzielone         | Besarabia          |
| 6.  | Baków        | Rumunia  | Okręg Bacău               | Mołdawia Zachodnia |
| 7.  | Botoszany    | Rumunia  | Okręg Botoszany           | Mołdawia Zachodnia |
| 8.  | Bendery      | /        | Rejon Bendery             | Besarabia          |
| 9.  | Suczawa      | Rumunia  | Okręg Suczawa             | Bukowina           |
| 10. | Piatra Neamț | Rumunia  | Okręg Neamț               | Mołdawia Zachodnia |
| 11. | Izmaił       | Ukraina  | Obwód odeski              | Budziak            |
| 12. | Fokszany     | Rumunia  | Okręg Vrancea             | Mołdawia Zachodnia |

## Historia

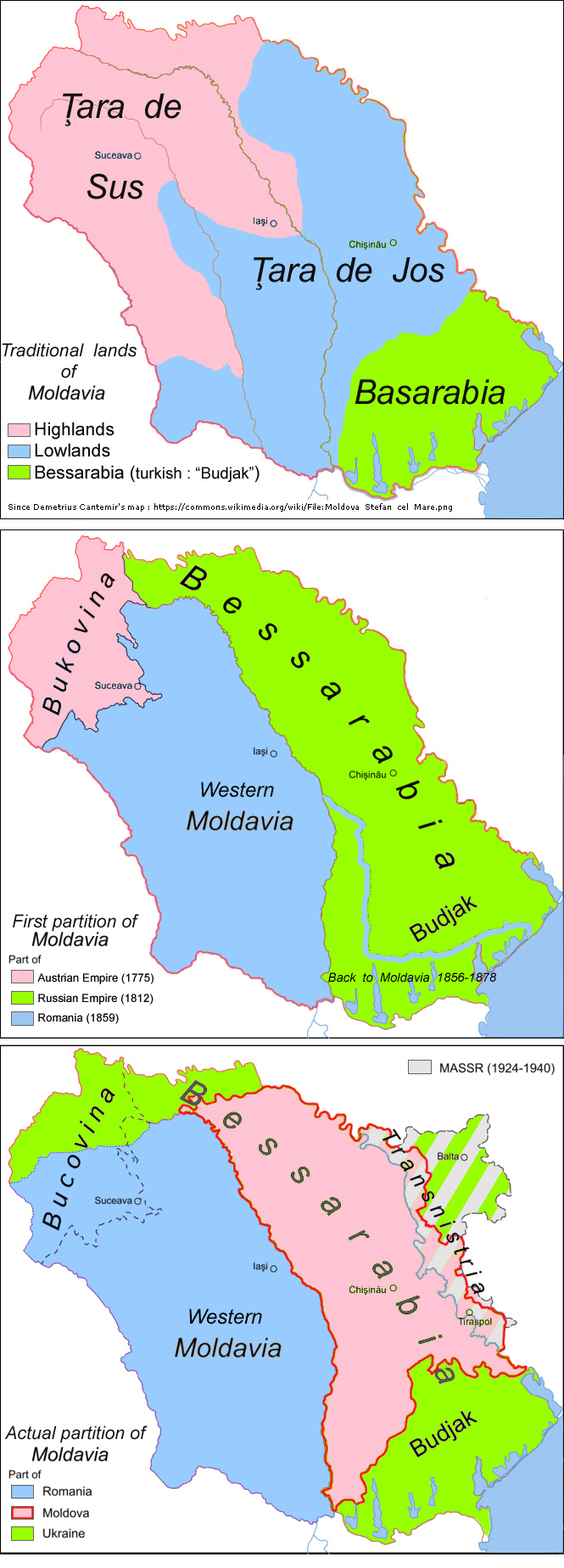
Podział historycznej Mołdawii granicami państwowymi

Ziemie historycznej Mołdawii w starożytności i średniowieczu znajdowały się pod kontrolą różnych ludów i państw; w zamieszkiwali je m.in. Dakowie i Scytowie, później kontrolowali m.in. Awarowie, Pieczyngowie, Połowcy, Ruś Kijowska, Mongołowie i Węgrzy. Mołdawia jako kraina historyczna wywodzi się od powstałego w drugiej połowie XIV wieku na terenach obecnej Bukowiny hospodarstwa mołdawskiego, którego pierwsi władcy odrzucili zwierzchność królów węgierskich i starali się uzyskać samodzielność.
W ciągu XV wieku Mołdawia stopniowo objęła wszystkie ziemie pomiędzy Karpatami i Dniestrem. Centrum państwa stanowiła wówczas Bukowina (z głównym ośrodkiem w Suczawie). Wewnętrzne konflikty o władzę powodowały, że poszczególni hospodarowie często uznawali zwierzchność Węgier lub Polski. Okresy chaosu wewnętrznego przeplatane były jednak okresami stabilności i rozkwitu, jak podczas rządów Aleksandra Dobrego i Stefana Wielkiego. Za najwybitniejszego władcę średniowiecznej Mołdawii uznawany jest Stefan Wielki, podczas panowania którego Mołdawia osiągnęła największy zasięg terytorialny i rozkwitła jej kultura. Stefan umocnił Mołdawię i uczynił z niej niezależnego i ważnego gracza na arenie międzynarodowej. Jednak ostatecznie, mimo szeregu początkowych sukcesów, nie zdołał sprostać potędze Imperium Osmańskiego, które w końcu XV wieku odebrało Mołdawii wybrzeże czarnomorskie z ważnymi portami handlowymi (na tym terenie utworzono turecką prowincję Budziak).
Po śmierci Stefana Mołdawia popadła w niemal całkowite uzależnienie od imperium osmańskiego, pozostając jego lennem do XIX w. Centrum państwa mołdawskiego przeniosło się wówczas na południe, do Jass. Mołdawia stała się wówczas areną rozgrywek politycznych mocarstw europejskich, spod kontroli osmańskiej próbowały ją wyrwać Polska, a następnie też Austria, jednak bez poważniejszych sukcesów. Od początku XVIII wieku swoje ambicje w tym zakresie zaczęła też przejawiać Rosja, która opanowała tereny na wschodnim brzegu Dniestru i znalazła się w bezpośrednim sąsiedztwie Mołdawii. Rosnąca w potęgę Rosja wykorzystywała stopniowe słabnięcie imperium osmańskiego i coraz bardziej poszerzała swoje wpływy w Mołdawii, wykorzystując także fakt, iż oba kraje były zamieszkane przez ludność prawosławną. Jednocześnie w samej Mołdawii sułtani tureccy osadzali niezwykle często zmienianych hospodarów pochodzenia greckiego, zwanych fanariotami, którzy eksploatowali rządzony przez siebie kraj, zwykle nie dbając o stan jego gospodarki i kultury.
W 1775 roku obszary północnej Mołdawii (Bukowina) zostały przyłączone do imperium Habsburgów, w którego granicach pozostawały (początkowo jako część Galicji, a od 1849 roku jako Księstwo Bukowiny) do 1918 roku. Z kolei w 1812 roku Rosja zagarnęła wschodnią część Mołdawii – Besarabię i Budziak; podział ten okazał się trwały (z wyjątkiem krótkiego epizodu w okresie międzywojennym i podczas II wojny światowej, oraz przyłączenia Budziaku do hospodarstwa mołdawskiego w latach 1856–1878) i spowodował stopniowo narastające zróżnicowanie dwóch części Mołdawii. Podczas gdy ziemie Besarabii pozostawały w granicach Rosji, pozostałej części historycznej Mołdawii, wciąż stanowiącej hospodarstwo, udało się (dzięki słabnięciu imperium osmańskiego i rywalizacji mocarstw) uzyskać autonomię (której zakres stopniowo się zwiększał od czasu zakończenia wojny krymskiej). W latach 1859–1866 za panowania Aleksandra Jana Cuzy doszło do zjednoczenia hospodarstwa Mołdawii z hospodarstwem Wołoszczyzny i powstania Rumunii.
Podczas gdy zachodnia Mołdawia uczestniczyła w procesie kształtowania się i konsolidacji nowoczesnego państwa rumuńskiego, mieszkańcy pozostającej pod rządami rosyjskimi Besarabii nie uczestniczyli w procesie budowy rumuńskiej tożsamości narodowej, co zapoczątkowało różnicowanie się tożsamości etnicznej mieszkańców wschodniej oraz zachodniej Mołdawii. Ponowne połączenie całej Mołdawii w granicach Rumunii nastąpiło dopiero w 1918 roku (Rumunia wykorzystała wojnę domową w Rosji i rozpad Austro-Węgier), jednak było krótkotrwałe: w 1940 roku Związek Radziecki, który nie uznał przyłączenia wschodniej Mołdawii do Rumunii i w 1924 roku na części ziem ukraińskich na prawym brzegu Dniestru powołał nawet Mołdawską Autonomiczną SRR zmusił Rumunię do oddania mu Besarabii, Budziaku, a także północnej części Bukowiny. Budziak i Bukowina zostały przyłączone do Ukraińskiej SRR, a z Besarabii oraz Mołdawskiej ASSR utworzono Mołdawską SRR.
Ustalone wówczas granice okazały się trwałe – chociaż w latach 1941–1944 ponownie cała Mołdawia znalazła się w granicach Rumunii, po II wojnie światowej podział Mołdawii powrócił do stanu z 1940 roku. Z tego też powodu zróżnicowanie obu części Mołdawii po II wojnie światowej narastało. W 1991 roku dawna Mołdawska SRR ogłosiła niepodległość (powstała Republika Mołdawii, zaś pozostałe ziemie historycznej Mołdawii w granicach ZSRR stały się częścią niepodległej Ukrainy). W 1994 roku odbyło się w Republice Mołdawii referendum dotyczące zjednoczenia z Rumunią, jednak zdecydowana większość mieszkańców (94,4%) opowiedziała się za utrzymaniem samodzielności. Kwestia potencjalnego zjednoczenia była jednak jedną z przyczyn secesji części Republiki Mołdawii położonej na lewym brzegu Dniestru, gdzie po krótkiej wojnie w 1992 roku powstała nieuznawana na międzynarodowej arenie politycznej Naddniestrzańska Republika Mołdawska. Z kolei część historycznej Mołdawii znajdująca się w granicach Rumunii od 2007 roku należy do Unii Europejskiej.